# مسجد عمر باشا
مسجد عمر باشا تم بناؤه من قبل عمر باشا في عام 1602. وهو يقع في إلمالي، محافظة أنطاليا، تركيا. وهو يعكس العمارة العثمانية التقليدية. ويعتبر المسجد من أكبر المساجد العثمانية مسجد في أنطاليا.